# 도요하라시
도요하라시(일본어: 豊原市, とよはらし)는 가라후토 청(樺太廳: 현재 러시아 연방의 사할린주 남부)에 존재했던 유일한 시(市)이다. 제도적으로는 1949년 6월 1일에 폐지되었으며, 현재의 러시아 사할린주 유즈노사할린스크이다.
가라후토 청 및 도요하라 지청(豊原支廳)의 소재지로, 일본 제국 치하(治下) 남사할린에 있어서 정치·경제·문화의 중심이었다. 시가지는 삿포로시(札幌市)처럼 역을 중심으로 한 도시계획에 의해서 건설되었으며, 시내에는 운동 경기장과 병설된 공원이나 경마장이 있었다. 주소 표시는 오비히로시(帯広市)처럼 동서로 난 길은 「조(條)」, 남북으로 난 길은 「가(街)」였다.
인구의 증가에 수반해 공항의 건설 등을 포함한 대규모 도시 정비가 계획되고 있었지만, 태평양 전쟁의 발발 때문에 실현되지 않았다. 1943년에 가라후토 청이 일본 내지(內地)에 편입되었기 때문에, 도요하라시를 일본 최북단(最北端)의 핵심 규모 도시였다고 보는 관점도 있다.

## 인접한 자치체

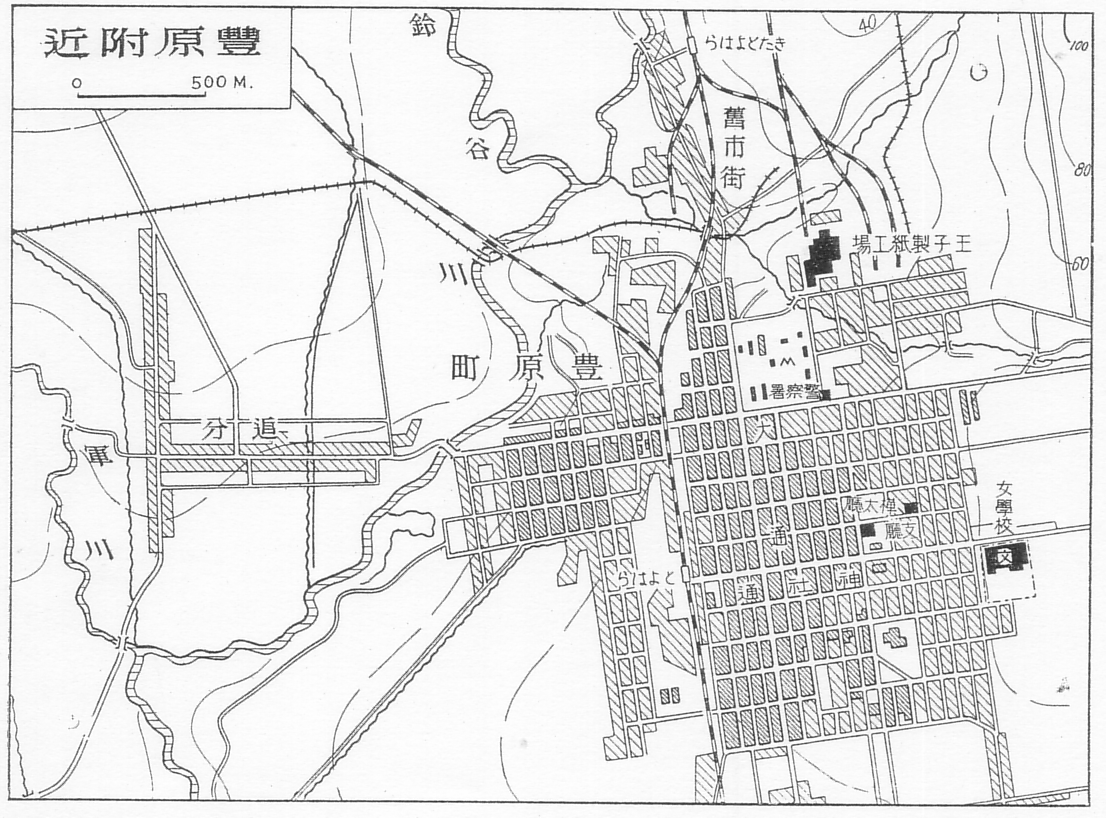
1930년대의 도요하라 지도

- 도요키타촌, 도무나이촌, 지토세촌, 루타카정, 시미즈촌

## 역사

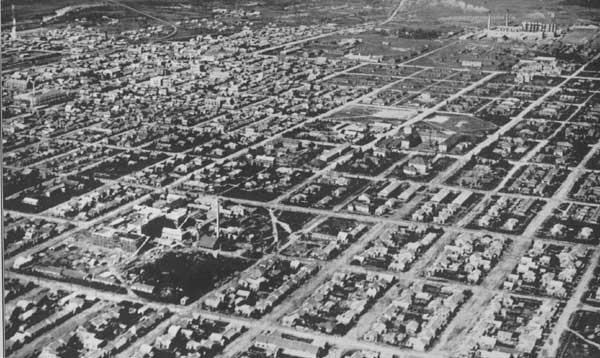
1930년대의 도요하라시 조감도

- 1908년 4월 1일 - 내무성 고시에 의해 우라지미로후카를 도요하라로 개칭했다.
- 1908년 8월 - 가라후토 청을 오토마리(大泊: 오늘날의 코르사코프로부터 이전했다.
- 1915년 8월 1일 - 도요하라 지청 예하에 도요하라군 도요하라정을 설치했다.
- 1923년 4월 1일 - 도요하라군의 도요미나미촌·오토미촌·니시쿠보촌을 합병했다.
- 1937년 7월 1일 - 「가라후토 시제(市制)」시행 및 가라후토 청 고시에 의해 도요하라시를 설치했다.
- 1945년 8월 24일 - 소련군이 점령했다.
- 1949년 6월 1일 - 일본 국가 행정 조직법의 시행에 의해 소멸되었다.

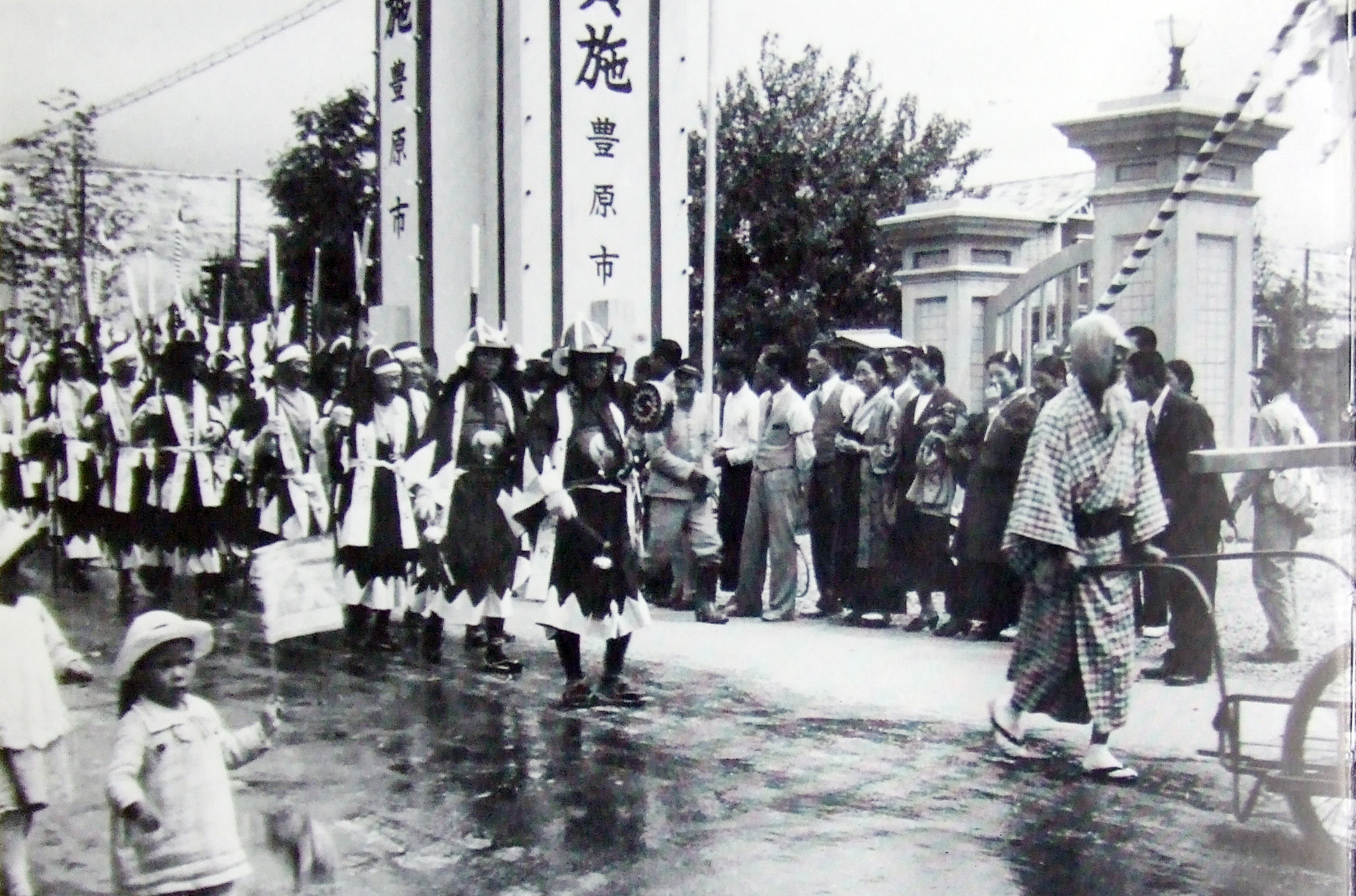
도요하라 시제(市制) 시행기념 축하 행렬

## 산업
- 오지 제지(王子製紙) 도요하라 공장(1995년까지 가동되고 있었다.)

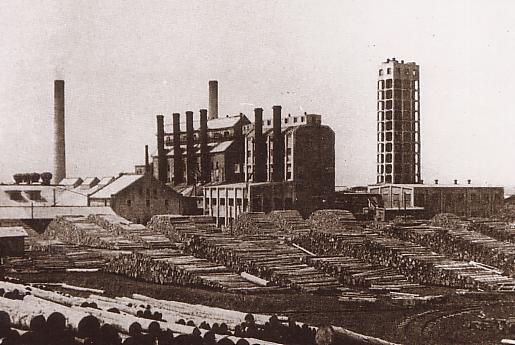
오지 제지 공장

- 가라후토 제당 도요하라 공장

## 지역

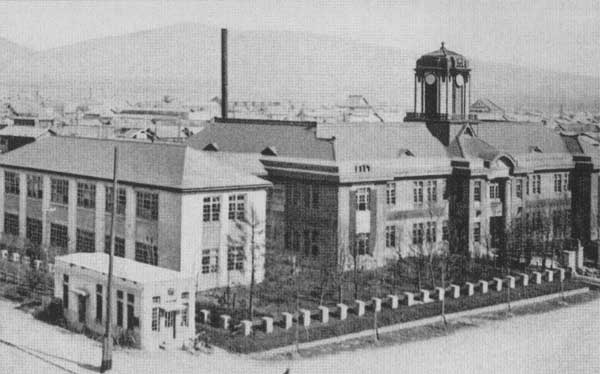
가라후토철도국

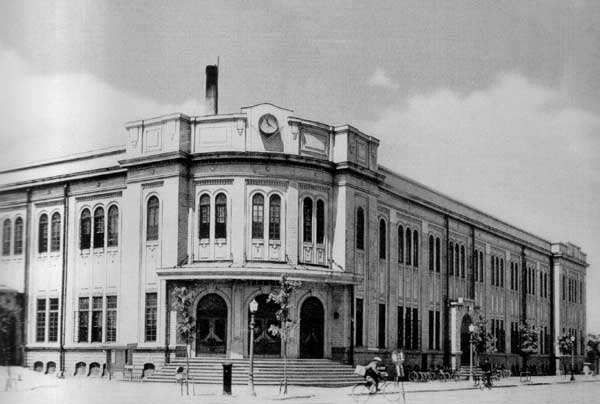
도요하라우체국

### 관공서
- 가라후토 철도국(일본어판)
- 가라후토 식량 영단(營團)

### 보도 기관
- 일본방송협회 도요하라 방송국
- 가라후토 신문

### 금융 기관
- 일본 은행 도요하라 사무소
- 홋카이도 다쿠쇼쿠 은행(拓植銀行) 도요하라 지점
- 도요하라 우체국

### 그 외
- 오에도(大江戸) 백화점 도요하라 지점
- 가라후토 청 박물관
- 가라후토 신사

## 교통

### 철도 노선
- 호신선(豊真線)
  - 도요하라역~니시쿠보역
- 가라후토토선(樺太東線)
  - 호난역-오사와역-도요하라역-북도요하라역

### 도로

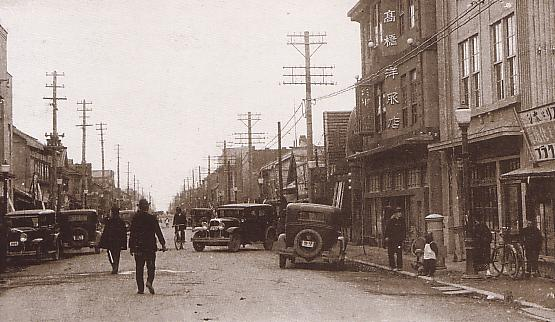
서 1조 거리

- 가라후토 청도(廳道) 도요하라마오카선
- 가라후토 청도 도요하라루타카선
- 가라후토 청도 가라마쓰미나키시선

## 출신자
- 오타 류(정치 운동가)
- 후쿠토미 세쓰오(수학자·반전 운동가)
- 가나이 아키오(후지 안경 사장)
- 가네코 도시오(신문기자)
- 후쿠시마 마사미(편집자, SF작가, SF평론가, 번역가)

## 같이 보기
- 가라후토 청
- 니시쿠보 신사